# Kembé
Kembé este un oraș situat în partea de sud a statului Republica Centrafricană, în prefectura Basse-Kotto. La recensământul din 2003 a înregistrat o populație de 9.166 locuitori.